# Gneiss
Lo gneiss o gneis (pronuncia /ɡnɛis/ o /ɡnais/), scritto anche gnais, dal tedesco Gneis (pronuncia tedesca [ɡnaɪs]) è una delle più comuni rocce metamorfiche costituenti la crosta continentale. È il risultato del metamorfismo regionale dinamotermico di rocce originarie (protoliti) di composizione sialica, ovvero ricche di quarzo e feldspati e povere di silicati ferro-magnesiaci.
Si forma a grande profondità, per effetto delle mutate condizioni di pressione e temperatura, nelle zone di convergenza di due placche, durante la fase di subduzione e in quella successiva di collisione continentale, che danno origine alle catene montuose.
Il termine «gneiss» nacque alla fine del '700 per indicare una roccia che aveva dei minerali orientati lungo piani e che conteneva abbondanti feldspati. In seguito il termine è stato utilizzato con significato strutturale. Per molto tempo i geologi hanno indicato con questo nome tutte le rocce metamorfiche con una particolare tessitura, detta appunto «gneissica», nella quale la foliazione metamorfica è caratterizzata da un'alternanza di sottili letti ricchi in minerali lamellari – miche e cloriti in prevalenza – e letti molto più spessi formati in prevalenza da minerali granulari sialici – quarzo con uno o più feldspati.

## Caratteristiche
La struttura, a seconda dei minerali che li costituiscono viene chiamata: struttura granoblastica se il litotipo è composto da quarzo e feldspati; struttura lepidoblastica se invece è composto da miche; viene chiamata struttura nematoblastica se contiene anfiboli o pirosseni; viene chiamata struttura peciloblastica e porfiroblastica se il litotipo è composto da feldspati e minerali a grana fine. La grana del litotipo è normalmente media, ma vi sono anche degli gneiss a grana minuta.

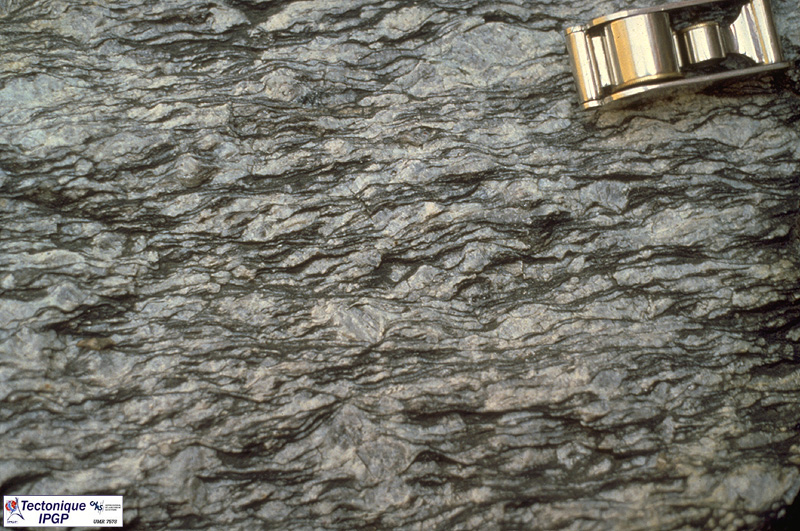
Ortogneiss a tessitura occhiadina proveniente da Ailao Shan - Fiume Rosso in Cina.

## Origine e giacitura
Attualmente alcuni studiosi si basano sul chimismo dei litotipi per classificare gli gneiss e chiamano ortogneiss i campioni con un chimismo sialico o mesosilicico. Anticamente venivano chiamati ortogneiss i campioni derivanti da litotipi magmatici intrusivi cioè graniti e tonaliti, mentre venivano chiamati paragneiss i campioni derivanti da rocce sedimentarie come le arenarie, non considerando che le rocce derivanti da litotipi argillosi hanno un metamorfismo più elevato di quello dei granitoidi.

## Usi
In edilizia viene usata in  lastre ottenute a spacco naturale in vari spessori, dai 3 cm ai 10/12 cm, oppure segate nei più svariati spessori; queste ultime possono essere: piano sega, fiammata, spazzolata o lucidata.

## Località di ritrovamento
- In Europa: Tauri in Austria; Vosgi in Francia, Foresta Nera in Francia; Scozia; in Spagna e Portogallo i campioni di gneiss trovati in una matrice minuta vengono chiamati Ollo de sapo.[1]
- In Italia: Sila calabrese, tra il Lago di Garda ed il Lago di Como; in Valchiavenna in provincia di Sondrio; in Val Formazza in provincia del Verbano-Cusio-Ossola;  in varie località delle Alpi tra cui il Monte Bianco, il Monte Rosa il Gran Paradiso a La Thuile, in Sardegna (in diverse zone), Luserna S.Giovanni e Bagnolo Piemonte dove si trova la maggioranza dei giacimenti di Pietra di Luserna
- Resto del Mondo: India, Giappone e Stati Uniti.[1]